# Ingrid Jacquemod
Ingrid Jacquemod (ur. 23 września 1978 w Bourg-Saint-Maurice) – francuska narciarka alpejska, brązowa medalistka mistrzostw świata i trzykrotna medalistka mistrzostw świata juniorów.

## Kariera
Po raz pierwszy na arenie międzynarodowej pojawiła się 16 stycznia 1995 roku we Flaine, gdzie w zawodach University Race zajęła szóste miejsce w supergigancie. W 1997 roku wystartowała na mistrzostwach świata juniorów w Schladming, zdobywając srebrny medal w gigancie. Na rozgrywanych rok później mistrzostwach świata juniorów w Megève zwyciężyła w kombinacji, w gigancie była druga, a w zjeździe zajęła trzecie miejsce.
W zawodach Pucharu Świata zadebiutowała 21 listopada 1996 roku w Park City, gdzie nie zakwalifikowała się do drugiego przejazdu giganta. Pierwsze pucharowe punkty wywalczyła 18 stycznia 1997 roku w Zwiesel, zajmując 21. miejsce w tej samej konkurencji. Na podium zawodów PŚ po raz pierwszy stanęła 12 marca 2003 roku w Lillehammer, zajmując drugie miejsce w zjeździe. W zawodach tych rozdzieliła Austriaczkę Renate Götschl i Kirsten Clark z USA. Łącznie sześć razy stawała na podium, odnosząc jedno zwycięstwo: 7 stycznia 2005 roku w Santa Caterina triumfowała w zjeździe. Najlepsze wyniki osiągnęła w sezonie 2009/2010, kiedy zajęła dziewiąte miejsce w klasyfikacji generalnej, a w klasyfikacji zjazdu była czwarta.
Na mistrzostwach świata w Bormio w 2005 roku wspólnie z koleżankami i kolegami z reprezentacji wywalczyła brązowy medal w zawodach drużynowych. Na tych samych mistrzostwach była też między innymi piąta w zjeździe. W 2002 roku wystartowała na igrzyskach olimpijskich w Salt Lake City, zajmując 22. miejsce w supergigancie i 23. miejsce w zjeździe. Na rozgrywanych cztery lata później igrzyskach w Turynie jej najlepszym wynikiem było szesnaste miejsce w zjeździe. Brała też udział w igrzyskach olimpijskich w Vancouver w 2010 roku, plasując się na dziesiątej pozycji w supergigancie. W 2011 roku zakończyła karierę.

## Osiągnięcia

### Igrzyska olimpijskie
| Miejsce | Dzień     | Rok  | Miejscowość    | Konkurencja | Czas biegu  | Strata  | Zwyciężczyni            |
| ------- | --------- | ---- | -------------- | ----------- | ----------- | ------- | ----------------------- |
| 23.     | 12 lutego | 2002 | Salt Lake City | Zjazd       | 1:42.70 min | +3.14 s | Carole Montillet-Carles |
| 22.     | 17 lutego | 2002 | Salt Lake City | Supergigant | 1:16.17 min | +2.58 s | Daniela Ceccarelli      |
| 16.     | 15 lutego | 2006 | Turyn          | Zjazd       | 1:58.46 min | +1.97 s | Michaela Dorfmeister    |
| 32.     | 20 lutego | 2006 | Turyn          | Supergigant | 1:35.28 min | +2.81 s | Michaela Dorfmeister    |
| 21.     | 24 lutego | 2006 | Turyn          | Gigant      | 2:14.05 min | +4.86 s | Julia Mancuso           |
| 23.     | 17 lutego | 2010 | Vancouver      | Zjazd       | 1:48.85 min | +4.66 s | Lindsey Vonn            |
| 10.     | 20 lutego | 2010 | Vancouver      | Supergigant | 1:21.77 min | +1.63 s | Andrea Fischbacher      |

### Mistrzostwa świata
| Miejsce | Dzień       | Rok  | Miejscowość    | Konkurencja     | Czas biegu  | Strata  | Zwyciężczyni         |
| ------- | ----------- | ---- | -------------- | --------------- | ----------- | ------- | -------------------- |
| 21.     | 29 stycznia | 2001 | St. Anton      | Supergigant     | 1:24.85 min | +1.41 s | Régine Cavagnoud     |
| 26.     | 6 lutego    | 2001 | St. Anton      | Zjazd           | 1:39.71 min | +3.51 s | Michaela Dorfmeister |
| 22.     | 3 lutego    | 2003 | Sankt Moritz   | Supergigant     | 1:29.48 min | +2.00 s | Michaela Dorfmeister |
| 29.     | 9 lutego    | 2003 | Sankt Moritz   | Zjazd           | 1:36.25 min | +2.05 s | Mélanie Turgeon      |
| 17.     | 30 stycznia | 2005 | Santa Caterina | Supergigant     | 1:19.29 min | +1.65 s | Anja Pärson          |
| 5.      | 6 lutego    | 2005 | Santa Caterina | Zjazd           | 1:40.86 min | +0.96 s | Janica Kostelić      |
| 11.     | 8 lutego    | 2005 | Santa Caterina | Gigant          | 2:15.66 min | +2.03 s | Anja Pärson          |
| 3.      | 13 lutego   | 2005 | Bormio         | Drużynowo       | 26 pkt      | +12 pkt | Niemcy               |
| DNF1    | 6 lutego    | 2007 | Åre            | Supergigant     | -           | -       | Anja Pärson          |
| 14.     | 9 lutego    | 2007 | Åre            | Superkombinacja | 2:01.00 min | +3.31 s | Anja Pärson          |
| 8.      | 11 lutego   | 2007 | Åre            | Zjazd           | 1:27.95 min | +1.06 s | Anja Pärson          |
| 15.     | 13 lutego   | 2007 | Åre            | Gigant          | 2:33.99 min | +2.27 s | Nicole Hosp          |
| 19.     | 3 lutego    | 2009 | Val d’Isère    | Supergigant     | 1:24.70 min | +3.97 s | Lindsey Vonn         |
| 15.     | 6 lutego    | 2009 | Val d’Isère    | Superkombinacja | 2:24.24 min | +4.11 s | Kathrin Zettel       |
| 20.     | 9 lutego    | 2009 | Val d’Isère    | Zjazd           | 1:33.44 min | +3.31 s | Lindsey Vonn         |
| 17.     | 8 lutego    | 2011 | Ga-Pa          | Supergigant     | 1:25.91 min | +2.09 s | Elisabeth Görgl      |
| 18.     | 13 lutego   | 2011 | Ga-Pa          | Zjazd           | 1:49.72 min | +2.48 s | Elisabeth Görgl      |

### Mistrzostwa świata juniorów
| Miejsce | Dzień     | Rok  | Miejscowość | Konkurencja | Czas biegu  | Strata  | Zwyciężczyni    |
| ------- | --------- | ---- | ----------- | ----------- | ----------- | ------- | --------------- |
| DNF     | 26 lutego | 1997 | Schladming  | Zjazd       | 1:37,45 min | -       | Monika Bergmann |
| 2.      | 1 marca   | 1997 | Schladming  | Gigant      | 1:56,82 min | +2,10 s | Karen Putzer    |
| 3.      | 26 lutego | 1998 | Megève      | Zjazd       | 1:24,41 min | +0,29 s | Martina Lechner |
| 10.     | 27 lutego | 1998 | Megève      | Supergigant | 1:06,08 min | +1,06 s | Martina Lechner |
| 10.     | 28 lutego | 1998 | Megève      | Slalom      | 1:26,48 min | +2,63 s | Stefanie Wolf   |
| 2.      | 1 marca   | 1998 | Megève      | Gigant      | 1:54,35 min | +1,38 s | Anja Pärson     |
| 1.      | 1 marca   | 1998 | Megève      | Kombinacja  | 30,73 pkt   | -       | -               |

### Puchar Świata

#### Miejsca w klasyfikacji generalnej
- sezon 1996/1997: 103.
- sezon 1997/1998: 73.
- sezon 1998/1999: 69.
- sezon 1999/2000: 32.
- sezon 2000/2001: 45.
- sezon 2001/2002: 69.
- sezon 2002/2003: 31.
- sezon 2003/2004: 35.
- sezon 2004/2005: 13.
- sezon 2005/2006: 25.
- sezon 2006/2007: 10.
- sezon 2007/2008: 11.
- sezon 2008/2009: 31.
- sezon 2009/2010: 9.
- sezon 2010/2011: 34.

#### Miejsca na podium w zawodach
1. Lillehammer – 12 marca 2003 (zjazd) – 2. miejsce
2. Santa Caterina – 7 stycznia 2005 (zjazd) – 1. miejsce
3. Lenzerheide – 10 marca 2005 (zjazd) – 2. miejsce
4. Lake Louise – 6 grudnia 2009 (supergigant) – 3. miejsce
5. Haus – 9 stycznia 2010 (zjazd) – 3. miejsce
6. Sankt Moritz – 30 stycznia 2010 (zjazd) – 2. miejsce